# Großsteingrab Blåkærgård 1
Das Großsteingrab Blåkærgård 1 ist eine megalithische Grabanlage der jungsteinzeitlichen Nordgruppe der Trichterbecherkultur im Kirchspiel Uggeløse in der dänischen Kommune Allerød.

## Lage
Das Grab liegt südsüdwestlich von Lynge im Südwesten des Mølleåens Golf Klub. In der näheren Umgebung gibt bzw. gab es zahlreiche weitere megalithische Grabanlagen.

## Forschungsgeschichte
Um 1870 wurden Funde aus dem Grab geborgen. In den Jahren 1890, 1942 und 1982 führten Mitarbeiter des Dänischen Nationalmuseums Dokumentationen der Fundstelle durch.

## Beschreibung

### Architektur
Die Anlage besitzt eine nordnordwest-südsüdöstlich orientierte rechteckige Hügelschüttung, über deren Maße unterschiedliche Angaben vorliegen. Der Bericht von 1890 nennt eine Länge von mindestens 31 m und eine Breite von 16 m. Der Bericht von 1890 nennt eine Länge von 25 m und eine Breite von 18 m. 1890 war das südsüdöstliche Ende des Hügels bereits abgetragen. Heute ist das nördliche Drittel des Hügels noch 2 m hoch, vom Rest des Hügels weist die Ostseite auf einer Breite von 8 m eine Höhe von 1 m auf. Die Westseite zeichnet sich nur als flache Erhebung ab. Von der Umfassung waren 1890 noch elf Steine erhalten, die heute alle fehlen.
Der Hügel enthielt zwei heute zerstörte Grabkammern. Die erste lag 12,5 m vom nordnordwestlichen Ende des Hügels und 5 m von der ostnordöstlichen Langseite entfernt und ist als Urdolmen anzusprechen. Sie war nordnordwest-südsüdöstlich orientiert und hatte einen rechteckigen Grundriss. Sie hatte eine Länge von 1,8 m und eine Breite zwischen 0,6 m und 0,7 m. Die Kammer bestand aus je einem Wandstein an den Langseiten und je einem Abschlussstein an den Schmalseiten. Die Steine waren gleich hoch und nach innen geneigt. Auf den Wandsteinen lag ein Deckstein auf.
Die zweite Kammer lag im südsüdöstlichen Teil des Hügels und ist ebenfalls als Urdolmen anzusprechen. Sie war nordnordwest-südsüdöstlich orientiert und hatte einen rechteckigen Grundriss. Sie hatte eine Länge von etwa 0,7 m, eine Breite von 0,8 m und eine Höhe von 1 m. Die Kammer bestand mindestens aus einem Abschlussstein an der südsüdöstlichen Schmalseite und zwei weiteren Wandsteinen. Der Deckstein fehlte 1890 bereits.

### Funde
Um 1870 wurden aus dem Grab ein Feuerstein-Beil, eine Streitaxt und eine „Speerspitze“ geborgen. Die Funde sind heute verschollen.